# Marie Massios
Marie Massios, née le 30 janvier 1992, est une skieuse alpine française, spécialiste du slalom géant.

## Biographie
Après des débuts dans des courses FIS en 2007, elle intègre la Coupe d'Europe en 2009. Elle doit attendre décembre 2013 pour pouvoir concourir en Coupe du monde à l'occasion du slalom géant de Saint-Moritz, qu'elle ne finit pas. Au cours de la saison 2015-2016, elle monte sur deux podiums en Coupe d'Europe dans des slaloms géants à Kvitfjell et Sestrières. Au mois de mars, elle enregistre ses premiers points dans la Coupe du monde grâce à une 21e place au slalom géant de Jasná.
Après un deuxième classement dans le top trente en décembre 2017, elle prend sa retraite sportive quelques mois plus tard.

## Palmarès

### Coupe du monde
- Meilleur classement général : 108e en 2016.
- Meilleur résultat : 21e.

#### Classements
| Saison / Épreuve | Saison / Épreuve | Général | Général | Descente | Descente | Slalom | Slalom | Slalom géant | Slalom géant | Super G | Super G | Combiné | Combiné |
| ---------------- | ---------------- | ------- | ------- | -------- | -------- | ------ | ------ | ------------ | ------------ | ------- | ------- | ------- | ------- |
| Saison / Épreuve | Saison / Épreuve | Class.  | Points  | Class.   | Points   | Class. | Points | Class.       | Points       | Class.  | Points  | Class.  | Points  |
| 2016             | 2016             | 108e    | 10      | -        | -        | -      | -      | 46e          | 10           | -       | -       | -       | -       |
| 2018             | 2018             | 125e    | 6       | -        | -        | -      | -      | 47e          | 6            | -       | -       | -       | -       |

### Coupe d'Europe
- 3 podiums.

### Championnats de France

#### Elite
- 3e du super G en 2017.

#### Jeunes
2 titres de Championne de France